# マイ・マン (ミスタンゲットの曲)
「マイ・マン」（フランス語: Mon Homme, IPA: [mɔ̃.n‿ɔm], 英語: My Man）は、アンドレ・ピカールとフランシス・カルコによる戯曲『Mon Homme（フランス語版）』〔1920年公開〕のために、1920年にアルベール・ウィルメッツとジャック・シャルルが作詞、モーリス・イヴァンが作曲したシャンソンである。
戯曲は1921年には『My Man』のタイトルで、劇作家チャニング・ポロックの手により英語へと翻案された。

## 概要・歴史

### 最初のヒット
本作は1920年にフランスでアルベール・ウィルメッツとジャック・シャルルが著作権を取得し、カジノ・ド・パリで演じられた歌劇『ジャズするパリ』（原題: “Paris qui Jazz”）においてパリの聴衆の前で初めて披露された。歌手は歌劇スター・ミスタンゲットと、彼女のステージパートナーでアメリカ人ダンサーのハリー・ピルサーだった。

### 作品発表後
本作はフランスで制作されたものであったが —ミスタンゲットが1916年にヒットさせた— 人気が出たのは1920年代の英語圏でのことであり、以降数多くの音楽家たちにカヴァーされることになった。1921年にはジーグフェルド・フォリーズの歌手ファニー・ブライスがレコーディングを行なっている。本作はヒットし、1999年には最終的にブライスに対してグラミー賞が贈られている。ブライスはパート・トーキー映画『マイ・マン』（1928年）のサウンドシーケンスの中でも歌唱している。
ファニー・ブライスの伝記を元にしたミュージカル映画『ローズ・オブ・ワシントンスクエア』（1939年）の中ではアリス・フェイが本作を歌唱している。
ブライスによるバラード風の曲調を改めたのがビリー・ホリデイであった。彼女は「マイ・マン」にジャズ、或いはブルース的な録音を試みた。ホリデイのヴァージョンもまた成功を収めたが、それでもなおブライスの印象の方が強かった。長年に亘ってアメリカ人、或いは海外のアーティストらが本作をカヴァーしたが、ブライスやホリデイと並ぶ成功を収めた者はいない。特筆すべきは1940年のエディット・ピアフによる録音である。これは原語で録音された最も優れた「マイ・マン」である。1941年にはエラ・フィッツジェラルドが本作をカヴァーした。
1959年、ペギー・リーが自身のアルバム『アイ・ライク・メン!』のために本作を録音した。彼女のアレンジは非常にミニマリスト的で、ドラムスの音が印象的な録音である。
1963年、ジュリエット・グレコがアルバム『ジュリエット・グレコによる名シャンソン』にてカヴァー。
1965年にはバーブラ・ストライサンドがアルバム『マイ・ネーム・イズ・バーブラ』と、ファニー・ブライスの半生を元に描かれた映画『ファニー・ガール』（1968年）の中で本作をカヴァーした。この映画のフィナーレで唄われた彼女の「マイ・マン 」の解釈によってこの時すでに高い評価を得ていたそのパフォーマンスは更なる評価を集め、第41回アカデミー賞の最優秀主演女優賞でオスカーを獲得したのである。
1970年7月14日、ダイアナ・ロスはスプリームスとして最後の出演になったネバダ州ラスベガスのフロンティアホテルで行われたファイナルコンサートで本作を歌唱した。彼女のパフォーマンスはその後1970年4月13日、ライブアルバム『フェアウェル』としてリリースされた。ロスが採り入れたのはブライスやストライザンドではなく、ホリデイのジャズ & ブルース的な解釈だった。1972年、ロスは映画『ビリー・ホリデイ物語/奇妙な果実』のサウンドトラック用に再び本作を録音した。この作品の中で彼女が演じたのはビリー・ホリデイであった。サウンドトラックアルバム『レディ・シングス・ザ・ブルース』はビルボードのポップアルバムチャートで1位を獲得し、発売から最初の8日間で30万枚が売れたと言われている。その映画でのロスの演技は高い評価を得てゴールデングローブ賞・映画部門主演女優賞とアカデミー主演女優賞の最優秀女優賞にノミネートされた。この曲のロスの2つ目のヴァージョンはホリデイによるジャズ、或いはブルース的解釈のリバイバルであった。ネバダ州ラスベガスのシーザーズ・パレスに於ける1979年の本作のパフォーマンスはロスにとって最も高評価を得るものとなった。これは彼女の “The boss” ワールドツアー中にHBOコンサートスペシャルとして録音された。スペイン人の歌手で女優のサラ・モンティエルは本作をスペイン語（“Mi Hombre”）でレコーディングし、彼女の映画『ラ・ヴィオレテラ』の中で歌唱した。
1971年、スペイン人の歌手Maruja Garridoがスペイン語で本作をカヴァーした。タイトルは “Es mi Hombre” とされ、ビデオにはサルバドール・ダリが出演している。1972年、シャーリー・バッシーが本作をカヴァーする。
1970年代にはミレイユ・マチューも本作をフランス語でカヴァーし、1986年1月にはパレ・デ・コングレ・ド・パリにおけるコンサートで初めてその英語バージョンを披露した。それ以来、ミレイユの英語ヴァージョンは、彼女のワールド・ツアー・コンサート（1986年の中国、1987年のソ連・東ベルリンなど)では欠かせない楽曲となった。
1991年、ビルボード・ミュージック・アワードでホイットニー・ヒューストンが本作をカヴァーし、よりジャジーポップなヴァージョンに仕上げた。
2001年、エタ・ジェイムスは自身のアルバム『ブルー・ガーデニア』に本作を収録した。
リア・ミシェルは『glee/グリー』のエピソード “Funeral” で本作をカヴァーした。彼女はエピソードの放送前にストライザンドをパーソン・オブ・ザ・イヤーとして讃え、ミュージケアーズ2011で本作を歌唱した。レジーナ・スペクターは、2011年『ボードウォーク・エンパイア 欲望の街』のサウンドトラックで本作をカヴァーした（音源は「ア・デンジェラス・メイド」のエンドクレジットにて流された）。
コレット・ルナールは1997年に本作をカヴァーし、ニコール・マルタンは2010年発表のアルバム『優しさのカクテル』で本作を披露した。リア・ミシェルはドラマ『glee/グリー』のシーズン２（2011年）で、カルメン・マリアはカジノ・ド・パリで上演された喜劇・ミュージカル『ミスタンゲット、熱狂の時代の女王』でそれぞれ本作をカヴァーしている。

## 日本に於けるカヴァー
越路吹雪が「私のおとこ（モン・ノム）」のタイトルで1969年頃歌唱している（日本語詩：岩谷時子）他、仲マサコが「私のいい人」（日本語詩：なかにし礼）のタイトルでカヴァーしている。越路吹雪の音源は「モン・ノム」のタイトルで1972年・日生劇場でのリサイタルを録音したものも存在し、こちらは2012年11月7日にCD化された。
1982年2月21日、浅川マキが自ら書き下ろした日本語詩で「マイ・マン」を発表。本作を主軸としたアルバム『マイ・マン』（オリジナルLP盤規格品番：ETP-90154）とシングル（オリジナル7インチシングル盤規格品番：ETP-17296）を同日発売した。この浅川マキの音源はアルバムとシングルで異なるテイクである。これらは1993年4月7日にCD化された。1985年7月1日にも浅川マキはアルバム『ちょっと長い関係のブルース』にて本作をカヴァーしており、この音源は2011年6月15日にCD化された。浅川マキは最晩年まで本作をステージで採り上げ唄い続けた。
2005年12月7日、保坂俊雄&イルカがアルバム『エニー・キイ・OK!!』で本作を「マイ・マン」としてカヴァーした。
2018年現在、通信カラオケであるDAMに於いて本作は浅川マキの曲として入曲しており、アルバム・ヴァージョンを忠実に再現したものとなっている。

## 備考
JASRACに於いては2018年現在、外国作品／出典：PJ (サブ出版者作品届)   ／作品コード 0M0-6410-1 MON HOMME として登録。計32名の歌手が「アーティスト」とされており、日本人歌手では越路吹雪と浅川マキが登録されている。
出版者は、ED SALABERT S A Ⓐ 301。日本でのサブ出版はユニバーサル・ミュージック・パブリッシング Synch事業部である。